# بولخیف
بولخیف (به روسی: Болехів) شهری در استان ایوانو فرانکیسوک در کشور اوکراین واقع شده‌است. جمعیت این شهر ۱۰,۳۳۰ نفر (۲۰۲۱ تخمینی) است.